# 辛康海聯
辛康海聯控股有限公司，簡稱辛康海聯控股，以及辛康海聯（英語：SEN HONG RESOURCES HOLDINGS LIMITED，港交所除牌時0076.HK），在1998年3月18日，從海僑控股有限公司更名而來。
當時業務經營在亞洲國家開發及生產原油及礦石（例如石墨），主要當時地區是位於印尼，但為開拓中國內地業務，於是在2004年6月9日，更名為南海石油控股有限公司至今。

## 連結
- SouthSeaPetro.com.hk （页面存档备份，存于）